# Darron Gibson
Darron Thomas Daniel Gibson (Londonderry, 1987. október 25.) ír labdarúgó, aki jelenleg az angol élvonalbeli Sunderlandben játszik középpályásként. Kölcsönben egy-egy szezont töltött a Royal Antwerpnél és a Wolverhampton Wanderersnél.

## Pályafutása
Gibson eleinte egy Derryben és környékén működő amatőr bajnokságban futballozott, majd az északír Institute-hoz igazolt. 2004 óta a Manchester United játékosa. Az angol csapatban 2005. október 26-án lépett pályára először, a Barnet elleni Ligakupa-meccsen Lee Martint váltotta csereként. A 2005–06-os szezonban állandó tagja volt a United tartalékainak, akikkel triplázni tudott. 19 mérkőzésen lépett pályára és két gólt szerzett. 2006 májusában elnyerte a Jimmy Murphy-díjat a Vörös Ördögök legjobb fiataljaként. Ezután a szezon előtti felkészülési meccseken rendszeresen lehetőséget kapott. A 2006–07-es idényt a manchesteriek fiókcsapatánál, a Royal Antwerpnél töltötte Dong Fanzhuóval, Jonny Evansszel, Danny Simpsonnal és Fraizer Campbell-lel együtt. A következő szezon nagy részét a Wolverhampton Wanderersnél töltötte.
A Premier League-ben 2008. november 15-én debütált a Stoke City ellen. Tíz nappal később a Bajnokok Ligájában is lehetőséghez jutott, a Villarreal ellen. A klubvilágbajnokságra is elutazott csapatával, de ott nem léphetet pályára. 2009. január 4-én, egy Southampton elleni FA Kupa-meccsen megszerezte első gólját a Manchester Unitedben. A 2008–09-es szezon utolsó meccsén, a Hull City ellen győztes gólt szerzett egy távoli lövéssel. Nem sokkal később egy új, 2012-ig szóló szerződést kapott a Vörös Ördögöktől.
2012 januárjában az Everton játékosa lett.

## Válogatott

### Északír válogatott
Gibson U16-os szinten még Észak-Írországot képviselte, a Victory Shielden is részt vehetett, de kikerült a csapatból, amikor próbajátékra ment a Manchester Unitedhez. Ezután úgy döntött, hogy inkább Írországot segíti a jövőben. Mielőtt felnőtt szinten bemutatkozott volna az íreknél, az északír szövetségi kapitány, Nigel Worthington megpróbálta visszacsábítani, sikertelenül.

### Ír válogatott
Gibson először az U17-es ír válogatottban lépett pályára, majd megfordult az U19-es és U21-es csapatban is. 2006. november 14-én az Ír B-válogatottban is pályára lépett Skócia tartalékai ellen. 2007-től kezdve többször bekerült a Eb-selejtezőn részt vevő Írország keretébe. Először azonban mégis egy Dánia elleni barátságos meccsen lépett pályára a felnőtt válogatottban. Gibson félidőben váltotta Andy Reidet a 4–0-s ír sikerrel végződő meccsen. Az 54. percben gólt is szerezhetett volna, de lövését Jesper Christiansen védte, a kipattanó labdát Shane Long lőtte a kapuba. Tétmeccsen először 2007. szeptember 8-án, egy Szlovákia elleni Eb-selejtezőn léphetett pályára. A meccs 2–2-vel zárult.
Gibson 2008. október 15-én léphetett pályára először kezdőként a válogatottban Ciprus ellen. Ekkor a sérült Steven Reid helyére került be a csapatba. A szövetségi kapitány, Giovanni Trapattoni azt mondta, magabiztossága miatt tette a csapatba Gibsont Liam Miller vagy Andy Reid helyett.

## Sikerei, díjai

### Manchester United
- Ligakupa-győztes: 2009
- FIFA-klubvilágbajnok: 2008